# (527604) 2007 VL305
(527604) 2007 VL305, ранее 2007 VL305 — троянский астероид Нептуна на наклонной орбите вблизи точки Лагранжа L4. Открыт 4 ноября 2007 года астрономами Эндрю Беккером, Эндрю Паккеттом и Джереми Кубицей в обсерватории Апачи-Пойнт, Нью-Мексико, хотя был обнаружен и на снимках неба 2005 года. Диаметр составляет около 160 км; это шестой по счёту открытый троянский астероид Нептуна. По состоянию на 2016 год он находился на расстоянии 34.1 а. е. от Нептуна.

## Орбита и классификация
Троянские астероиды Нептуна можно рассматривать как резонансные транснептуновые объекты, находящиеся в резонансе среднего движения 1:1 с Нептуном. Такие троянцы обладают большой полуосью орбиты и периодом обращения, похожими на характеристики орбиты Нептуна (30,10 а. е.; 164,8 лет).
2007 VL305 принадлежит к лидирующей группе около точки Лагранжа L4 и обращается в 60° впереди Нептуна. Обладает большой полуосью орбиты 29,926 а. е. на расстоянии 28,1-31,7 а. е. с периодом 163 года и 9 месяцев (59795 дней). Орбита обладает эксцентриситетом 0,06 и наклонением 28° относительно эклиптики. Наклонение почти столь же велико, как и у 2011 HM102.

## Физические характеристики

### Диаметр
По оценкам исследователей 2007 VL305 обладает средним диаметром 160 км; оценка получена на основе звёздной величины, равной 22,2. На основе формул перехода от абсолютной звёздной величины к диаметру получено значение диаметра 110 км при абсолютной звёздной величине 7,9 при альбедо 0,10.

## Номер и название
Центр малых планет присвоил астероиду номер 18 мая 2019 года. По состоянию на 2019 год объект не получил собственного названия. Если объект получит собственное название, то оно будет связано с именами амазонок из древнегреческой мифологии (см. (385571) Отрера и (385695) Клета), воевавших в Троянской войне на стороне троянцев против греков.